# Priena
Priena, o picu Priena es un bajo monte de Asturias, de 725 m, localizado en las estribaciones de los Picos de Europa que limita con el Parque Nacional de los Picos de Europa y es muy visible desde el Santuario de Covadonga. Está coronado por una cruz, conocida como la Cruz de Priena, que otros llaman la Cruz de Pelayo.
Para ascender al picu Priena hay una ruta bien señalizada cuyo recorrido toma una hora y cuarto, que sale desde las proximidades del Repelao (AS-262), poco antes de llegar a los merenderos y Santa Cueva. Es un sendero en zig zag que se ve perfectamente desde Covadonga y sube suavemente por riega Gusana y cuesta Ginés, hasta la fuente de igual nombre, donde se llega en una hora. Desde allí, avanzando hacia el oeste, se alcanza la cima en pocos minutos. La ascensión es fácil, pero hay que prestar atención al pasar un pedrero. Al ascender, si se mira hacia el sureste se puede contemplar un hermoso paisaje de Covadonga, poco conocido, con la basílica de Santa María la Real de Covadonga y la Santa Cueva entre los bosques del monte Auseva.
Si se elige la ruta desde Teleña será necesario invertir una hora y media para alcanzar la Cruz de Priena.  Para llegar a Teleña desde Oviedo se toma la carretera de Santander hasta Arriondas y luego el desvío a Cangas de Onís, desde donde se toma dirección a Cabrales hasta el km 3,8, donde sale hacia la derecha el desvío a Teleña. Donde termina la carretera comienza la ruta. Se toma una pista de hormigón a la derecha hasta la collada del Castillo. Durante gran parte del camino se ve la Cruz de Priena coronando el pico. La ruta está marcada con alguna señal de montañismo.
La panorámica desde el Priena es una de las más apreciadas del Principado de Asturias, ya que desde allí se divisa al sur tanto la Basílica y el parque nacional (la carretera de los Lagos, el Precornión y Cornión, las Peñasantas...) como hacia el norte, el Sueve con el picu Pienzu, el mar Cantábrico, el Mofrechu, el Hibeo, la sierra del Cuera, Arriondas, Cangas de Onís, el Güeña; al Oeste Peña Mayor, el pico Pierzu, el Tiatordos, etc., lo que justifica que suban muchos caminantes a contemplarla. En lo alto, junto a la cruz, hay un buzón para montañeros y un belén.

## Historia
Desde este monte el rey don Pelayo preparó una emboscada a las tropas sarracenas en el año 722, haciéndolas retroceder y dando lugar a la batalla de Covadonga, hecho que se considera el punto de arranque de la Reconquista. Es por eso que la cruz que corona este monte se conoce como la de Pelayo, término que resulta confuso por sinonimia con otras cruces.